# Siegbert Hummel
Siegbert Hummel (Rodewisch, 18 juli 1908 - Röthenbach, 28 maart 2001) is een Duits cultureel historicus en tibetoloog. Hij legde zich vooral toe op de Euraziatische context van de Tibetaanse cultuur, bön-religie, de Zhangzhung-taal en het Epos van koning Gesar. Daarnaast was hij sinoloog en Lutheraans geestelijke.
Nadat hij in 1932 het König-Albert-Gymnasium in Leipzig afsloot, studeerde hij tussen 1932 tot 1938 theologie, filosofie, psychologie en kunstgeschiedenis aan de universiteiten van Tübingen, Rostock, Leipzig en München.
Van 1938 tot 1947 werkte hij in Leipzig en Dresden als predikant van de Lutheraanse kerk. Ook gedurende deze tijd bleef hij bezig met het studeren van Mandarijn, Japans, Tibetaans, Mongools en de etnologie van de egyptologie.
In 1948 behaalde hij zijn doctoraat in de sinologie aan de Universiteit van Leipzig. Een jaar eerder was hij conservator geworden van de Azië-afdeling van het etnografisch museum in Leipzig. Tussen 1949-55 was hij directeur van het museum. Na 1955 tot aan zijn pensionering werkte hij als priester in de parochie Plohn in Vogtland.

## voetnoten
1. ↑  Zie de toetreding van Siegbert Hummel in de Rostock Matrikelportal